# 長泉寺の大イチョウ

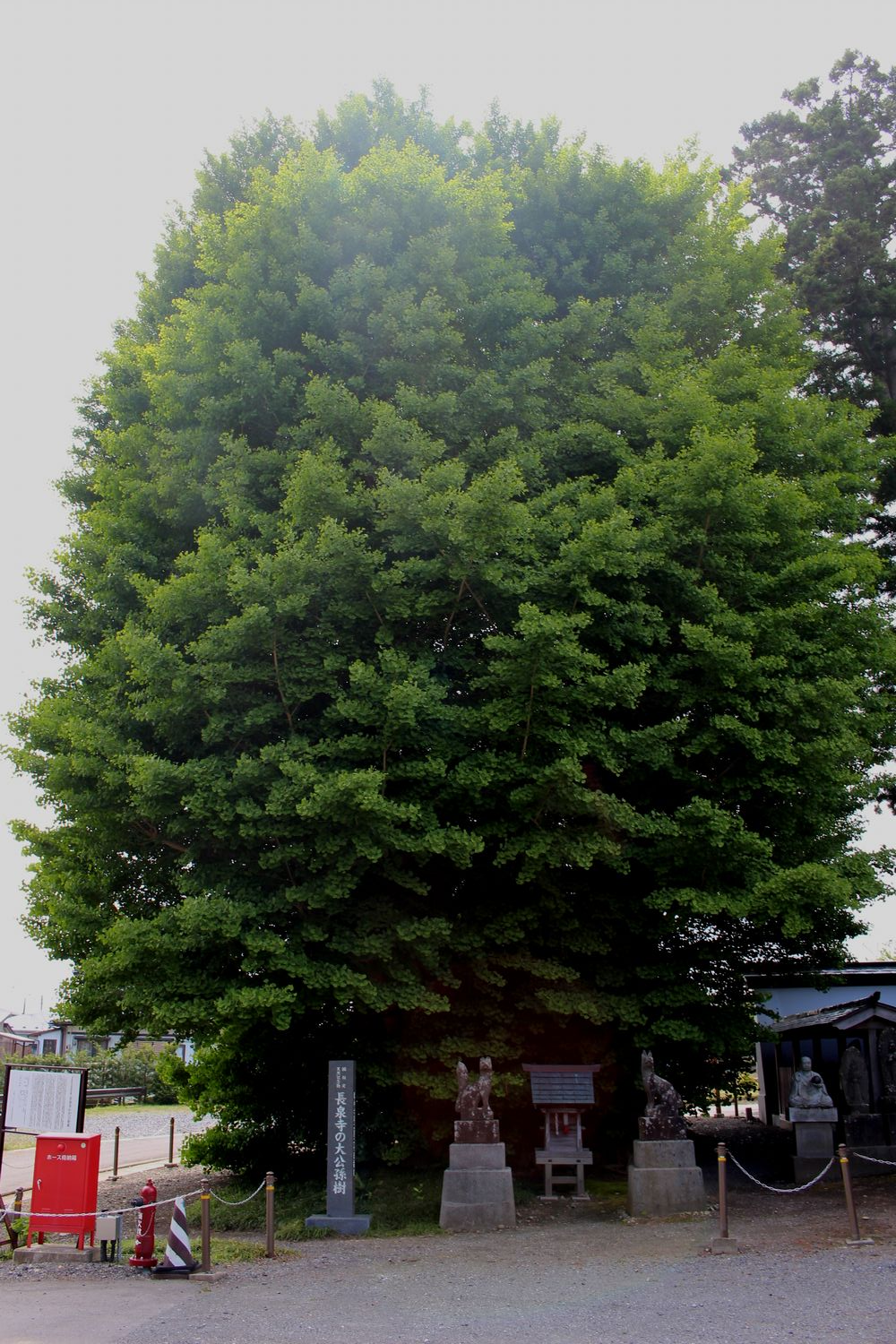
2022年6月

長泉寺の大イチョウ（ちょうせんじのおおいちょう）は、岩手県久慈市門前の長泉寺（曹洞宗）の境内にある大銀杏で樹齢1100年と言われ、信仰の対象とされている。国の天然記念物に指定されている（昭和6年2月20日文部省告示第45号）。
旧久慈市は市の木を制定する際、国の天然記念物である長泉寺の大銀杏にちなみ銀杏と定めた。